# Eriothrix rufomaculatus
Eriothrix rufomaculatus är en tvåvingeart som först beskrevs av De Geer 1776.  Eriothrix rufomaculatus ingår i släktet Eriothrix och familjen parasitflugor. Arten är reproducerande i Sverige. Inga underarter finns listade i Catalogue of Life.